# 合肥市广播电视台
合肥市广播电视台，是中国安徽省合肥市的一家广电媒体单位，由原合肥电视台和合肥人民广播电台合并而成。合肥市广播电视台位于蜀山区天鹅湖畔合肥广电中心。是目前中国最多电视频道的省会电视台之一。

## 历史与发展

1996年合肥市广播电视台的台标

1958年7月，合肥人民广播电台开始筹建；同年7月23日，合肥电台开始试播；同年8月1日正式播音。
1961年3月，合肥电台停止播音。
1979年12月，合肥人民广播电台恢复播音。
1982年5月，合肥电视转播台开始筹建。
1982年10月，合肥电视转播台试播。
1983年1月1日，合肥电视转播台正式播出。
1984年，合肥电视转播台更名为合肥电视台。
2011年4月27日，原合肥电视台与合肥人民广播电台合并组建合肥市广播电视台。
2012年，合肥市广播电视台与原地级市巢湖电视台合并。
2017年11月8日，合肥市广播电视台旗下新闻频道、生活频道、教育法制频道、财经频道、故事休闲频道实现高标清同步播出。

## 电视服务
| 頻道名稱     | 语言   | 广播格式                    | 啟播時間                                           | 頻道口號 | 频道前身                            | 備註  | 備註 |
| 新闻频道     | 普通話 | SD: PAL 576i 16:9 HD: 1080i | 标清版：1983年1月1日 高标清16:9同播：2017年11月8日 |          | 合肥电视一套                        | [ 2 ] |      |
| 生活频道     | 普通話 | SD: PAL 576i 16:9 HD: 1080i | 标清版：不详 高标清16:9同播：2017年11月8日         |          | 合肥电视二套                        | [ 2 ] |      |
| 教育法制频道 | 普通話 | SD: PAL 576i 16:9 HD: 1080i | 标清版：不详 高标清16:9同播：2017年11月8日         |          | 合肥有线一套 合肥电视台教育法治频道 | [ 2 ] |      |
| 科创频道     | 普通話 | SD: PAL 576i 16:9 HD: 1080i | 标清版：不详 高标清16:9同播：2017年11月8日         |          | 合肥有线二套 合肥电视台财经频道     | [ 2 ] |      |

## 停播频道
- 电视剧频道：前身为巢湖电视台影视频道，2002年开播，2019年停播。
- 都市频道：数字电视频道，开播时间不详，2021年停播。
- 欢乐频道：数字电视频道，开播时间不详，2021年停播。
- 皖江购物频道：数字电视频道，开播时间不详，2021年停播。
- 文体博览频道：前身为巢湖电视台，巢湖电视台新闻综合频道、巢湖电视台博览频道，开播时间不详，2021年9月1日停播，部分节目转移至公共频道播出。
- 影院频道：前身为合肥有线三套，合肥电视台影视频道，开播时间不详，停播前并机新闻频道，2021年9月1日停播。
- 公共频道：前身为巢湖有线电视台，巢湖电视台公共频道、巢湖电视台明珠频道、合肥电视台巢湖明珠频道，开播时间不详，2023年11月12日停播，部分节目转移至新闻频道播出。
- 故事休闲频道：前身为合肥有线四套，合肥电视台文体娱乐频道，开播时间不详，2023年12月10日停播。

## 广播服务

### 频道列表
| 頻道名稱                    | 语言   | 频道频率      | 啟播時間       | 頻道口號          | 频道前身                  | 備註                        |
| 新闻综合广播                | 普通話 | AM666 FM91.5  | 1958年8月1日   |                   |                           |                             |
| 交通广播                    | 普通話 | FM102.6       |                |                   |                           |                             |
| 徽商广播                    | 普通話 | FM100.3       |                |                   |                           | 2021年8月31日17时起终止广播 |
| 汽车音乐广播                | 普通話 | FM87.6        |                |                   |                           |                             |
| 故事广播                    | 普通話 | AM1170 FM98.8 |                |                   |                           |                             |
| 资讯广播 （Yes Radio 88.1） | 普通話 | AM846 FM88.1  | 2012年11月30日 | 对你的音乐说Yes！ | 合肥资讯广播881私家车电台 | 2021年8月31日17时起终止广播 |
| 巢湖之声                    | 普通話 | FM93.8        |                |                   | 巢湖人民广播电台          | 2023年11月12日起终止广播    |

注：
合肥市亦有三家广播媒体西城汽车音乐调频（FM88.6）（由肥西电台负责）、MY FM（FM96.1）（由北京寰宇行思广告服务有限公司负责）和女子调频（FM100.8）（由包河区广电中心负责）完全不归合肥市广播电视台负责。

### 节目

#### 新闻综合广播
- 庐大姐拉家常
- 体坛纵横
- 听玩一夜
- 教育在线

#### 交通广播
- 快乐正前方
- 都市车一族
- 交通现在时
- 欢欢说报

#### 汽车音乐广播
- 中国原创新歌榜
- 音乐点点听
- 音乐天籁村
- 音乐夜未眠

#### 故事广播
- 胡小圈闯江湖
- 大话娱乐圈
- 童话亮晶晶
- 东哥西妹早点铺